# Forêt Francis Beidler
La forêt Francis Beidler (en anglais : Francis Beidler Forest) est une forêt américaine en Caroline du Sud. Un National Natural Landmark depuis 1979, c'est un site Ramsar depuis le 30 mai 2008.